# Fernanda Romeu Alfaro
Fernanda Romeu Alfaro es una historiadora española, autora de varios trabajos sobre el antifranquismo y el movimiento obrero.

## Obra
Es autora de obras como Las clases trabajadoras en España (1898–1930) (Taurus Ediciones, 1970); y Más allá de la Utopía: Perfil Histórico de la Agrupación Guerrillera de Levante (Alfons el Magnánim, 1987), sobre la organización guerrillera antifranquista Agrupación Guerrillera de Levante, activa durante la década de 1940. Finalmente publicaría El silencio roto: mujeres contra el franquismo (autoeditado, 1994).